# Граф Барселуський
Гра́ф Барсе́луський (порт. Conde de Barcelos) — португальський шляхетний титул. Існував у 1298—1562 роках. Назва походить від міста Барселуш. Також — граф Барсе́лоський

## Герби

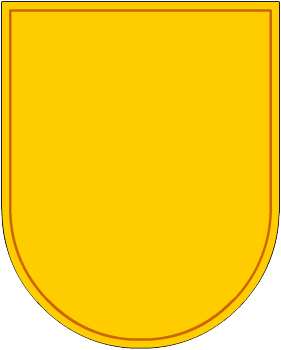
Мінезіші
Перейри
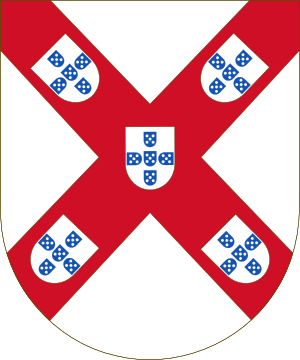
Браганси

## Графи
- 1385—1431: Нуну Алваріш Перейра
- Афонсу Браганський; граф за правом дружини Беатриси Перейри, зять Нуну.

## Графині
- 1380—1412: Беатриса Перейра де Алвін, донька Нуну Перейри; графиня за правом народження.